# Itk
ITk (incremented Tk) je framework pro vytváření vysokoúrovňových widgetů (tak zvaných mega-widgetů), které používají objektový systém Incr Tcl. Mega-widgety, jako například prohlížeč souborů nebo panelový poznámkový blok, jsou zkonstruovány pomocí Tk widgetů, bez potřeby programovat v jazyce C. Výsledné mega-widgety vypadají a fungují přesně stejně jako Tk widgety, ale jejich vytváření je výrazně snazší.